# Partito Democratico Rurale di Germania
Il Partito Democratico Rurale di Germania (in tedesco Demokratische Bauernpartei Deutschlands, DBD) era un partito politico della Repubblica Democratica Tedesca fondato nel 1948. Aveva 52 rappresentanti nella Volkskammer, come membro del Fronte Nazionale, ed ha partecipato a tutti i gabinetti della RDT, ad eccezione dell'ultimo. Secondo il sito Chronik der Wende, la creazione del DBD è stata un tentativo del Partito Socialista Unificato di Germania di indebolire l'influenza dell'Unione Cristiano-Democratica e del Partito Liberal-Democratico nella comunità rurale istituendo un partito fedele al SED. I dirigenti provenivano principalmente dai ranghi del SED. Alla fine degli anni ottanta, il partito contava 117.000 membri.
Dopo la caduta del muro di Berlino, il partito inizialmente cercò di trovare un posto come un partito agrario ecologista, ma alle prime elezioni libere della Volkskammer nel 1990 riuscì ad ottenere soltanto quattro seggi e il 15 settembre dello stesso anno si fuse con l'Unione Cristiano-Democratica.

## Storia
Dopo i risultati elettorali del SED nelle elezioni statali del 1946 ed i rapporti del partito con l'Unione Cristiano-Democratica di Germania ed il Partito Liberal-Democratico di Germania caratterizzati da continue tensioni, il SED, seguendo le direttive dell'amministrazione militare sovietica in Germania, decise di fondare due nuovi partiti politici per cercare di indebolire il blocco borghese. Poiché non si rivelò possibile il coinvolgimento degli agricoltori nell'attività politica del SED attraverso l'Associazione di mutua assistenza contadina, venne fondato il Partito Democratico Rurale di Germania. Subito dopo la sua fondazione, al nuovo partito furono assegnati i propri seggi nel Consiglio popolare tedesco il 3 agosto 1948, il 5 agosto 1948 nel Blocco Centrale e il primo gennaio 1949 nella Commissione economica tedesca.
Il partito venne fondato nella regione del Meclemburgo, dove nella capitale Schwerin ebbe luogo il 29 aprile 1948, la conferenza per la fondazione del DBD il cui programma venne scritto dal membro del SED Ernst Goldenbaum, che divenne il suo primo presidente in carica fino al 1982. L'obiettivo principale era quello di conquistare l'interesse e la partecipazione degli agricoltori per "edificare il socialismo" e divenne quindi membro assieme ad altri quattro partiti del Fronte nazionale, seguendo la linea dettata dal SED nei suoi punti essenziali. All'inizio si fece rappresentante degli interessi dei "nuovi, piccoli e medi contadini", ma negli anni cinquanta ha promosso principalmente la collettivizzazione nell'agricoltura.
Supportato dal SED, il partito si sviluppò rapidamente fino al 1951 ed il numero degli iscritti crebbe fino a circa 85 000 persone in tre anni. Tuttavia, a causa dell'opposizione di ampie parti della popolazione rurale nei confronti della collettivizzazione, il numero dei membri rimase quasi invariato negli anni settanta. Negli anni ottanta, il partito - come gli altri partiti del blocco - rafforzò la propria 'organizzazione e nel 1984 contava circa 108 000 membri, calati a 103 000 nel 1987.
Con la Die Wende tra il 1989 e il 1990, il DBD provò a presentarsi come un "partito ecologista e contadino" alle prime elezioni libere parlamentari del 18 marzo 1990 solamente il 2,2% dei voti e quindi nove seggi nella Camera del popolo. Le roccaforti del DBD erano principalmente nel Meclemburgo-Pomerania Occidentale, dove nel distretto di Neubrandenburg raggiunse il 6,3%, in quello di Rostock il 4,4% e in quello di Schwerin 4.0 %.
Nel giugno 1990, 46 membri del comitato esecutivo su 58 decisero di fondersi con la CDU e in seguito i funzionari del DBD ottennero posizioni di leadership a livello federale, statale e locale: Ulrich Junghanns divenne il ministro dell'economia di Brandeburgo e presidente temporaneo della sede locale del CDU, Volker Sklenar fu ministro dell'agricoltura della Turingia dal 1990 al 2009.

## Contatti internazionali
Il DBD aveva delle relazioni amichevoli con i partiti dei contadini in altri paesi del blocco orientale. Ha avuto stretti contatti con il Partito Popolare Unito polacco (Zjednoczone Stronnictwo Ludowe, ZSL) e l'Unione Nazionale Agraria Bulgara (Bǔlgarski Zemedelski Naroden Sǔyuz, BZNS). Oltre a questi, il DBD aveva alcuni contatti anche con le associazioni di agricoltori nella Germania occidentale e altri con i partiti agrari in Finlandia (Partito di Centro Finlandese) e in Svezia (Partito di Centro Svedese).

## Presidenti
- Ernst Goldenbaum (1948–1982)
- Ernst Mecklenburg (1982–1987)
- Günther Maleuda (1987–1990)
- Ulrich Junghanns (1990)